# 濱守栄子
濱守 栄子（はまもり えいこ、1978年3月17日 - ）は、日本のシンガーソングライターである。岩手県大船渡市出身で、岩手県立高田高等学校を卒業。
「さんりく・大船渡ふるさと大使」に就任している。
「濱守栄子」の他に「HAMA」「はまもり えいこ」という別名義もある。

## 来歴
2009年（平成21年）
1月
アルバム「Let's EAT!」（HAMA）でCDデビュー。
2010年（平成22年）
8月
両A面シングル「夢色時間/キセキ」（HAMA）を発売。
＃02「キセキ」は、両国のゆるキャラ「Jirokids」のイメージソングとなっており、キャラクター原案は「魔法陣グルグル」などを手掛けた漫画家「衛藤ヒロユキ」である。サークルKサンクス「つながれ！三陸鉄道」のCMソングに採用されている。
2011年（平成23年）
1月
「さんりく・大船渡ふるさと大使」に就任。
8月
東日本大震災チャリティプロジェクトCD「国道45号線」（濱守栄子）を発売。
売上の半額を義捐金として、陸前高田市と大船渡市に寄付している。岩手県トラック協会と有限会社フォーユーネットワークスのCMソングに採用されている。PVでは出身校である高田高校の被災した校舎も映っている。
2012年（平成24年）
9月
陸前高田市に誕生したゆるキャラ「たかたのゆめちゃん」のテーマソングを発売。
10月
初のソロコンサート「いつかまたあの場所で笑い合いたい・・・」をサンパール荒川（荒川区民会館）で開催。
11月
アルバム「わたまち」（濱守栄子）を発売。
「わたまち」とは、私が生まれた町が大好きで大好きなこと。
＃6「僕等いわてまち焼きうどん連合歓隊」は、岩手町発祥の「いわてまち焼きうどん」の公式ソングとして手がけたもの。
2013年（平成25年）
5月
「Olympus LS series "LINEAR PCM WORLD" コンテスト」で最多投票賞を受賞。
岩手朝日テレビの高校野球応援番組「純情応援歌2013」のテーマソングに、アルバム「わたまち」収録曲の「もしも」が採用される。
7月
足立区のネットラジオ「CROSS WAVE★SENJU」の番組「はまらいん」で、パーソナリティを務める。
全農いわてプロデュースのアイドルユニット「いわて純情MUSUME25」に楽曲を提供。
9月
「SENNHEISER Presents getstage Music Award Vol.2」でグランプリを受賞。
2014年（平成26年）
　　活動拠点を盛岡市に移す。
2015年（平成27年）
　　3月
　　スタジオジブリ公認「ハイテンションジブリ Volume.2」にとなりのトトロオープニング曲「さんぽ」で参加。
2016年（平成28年）
　　3月
　　ミニアルバム「遠い空の上で・・・」を発売。
　　5月
　　大船渡応援アルバム「LOVE！OFUNATO」にM1「さんりく大船渡音頭」で参加。
　　7月
　　薬剤師応援ソングCD「お薬のうた」を発売。
　　チャリティプロジェクト第三弾DVD「Eiko Hamamori MUSIC CLIPS 2+1」を発売。
　　12月
　　いわて紅白2016（IBC岩手放送）に出演。
2017年（平成29年）
「明日はきっと」「キズナ」がWorkinテレビCMソングとして起用される。
COOL JAPAN（大学生向け英語教材）に「国道45号線」が掲載される。
2018年（平成30年）
千葉修司作詞、濱守栄子作曲・歌、木村まさ子語りによる「英霊（ぼくらはここに・・）をリリース。
2019年（令和元年）
義援金を1000万円にするため、「ピアノと女一人旅」（https://pianowomen.eikohamamori.com/）を企画。毎日必ずどこかで歌うことをルールとし、ピアノとスピーカーを車に積み込み、自ら運転して日本一周完走。無事に1000万円を達成し、大船渡市と陸前高田市に寄付。両市長より推薦状をいただく。
2020年（令和2年）
初めての著書である「ダイヤモンドマインド～決断と行動が人生を変える～」を出版。Amazonランキング9部門で1位を獲得。
かわさきエフエムパーソナリティー（2020.04～）を務める。
11月11日に、ベストアルバム「My Route」、シングルCD「あの大船渡／あの陸前高田」、紙書籍「ダイヤモンドマインド～決断と行動が人生を変える～」の3タイトル同時リリース。

## ディスコグラフィー

### 書籍
ダイヤモンドマインド～決断と行動が人生を変える～（2020年（令和2年）11月11日発売）

### シングル
HAMA 名義
- 夢色時間/キセキ　※ 両A面（2010年（平成22年）8月11日発売）

濱守栄子 名義
- 国道45号線　c/w 僕はまた一つ夢を叶えるだろう（2011年（平成23年）8月3日発売）
- お薬のうた（2016年（平成28年）7月22日発売）

1. お薬を貰う患者さんへ
2. 魔法の薬

- 「あの大船渡/あの陸前高田」（2020年（令和2年）11月11日発売）

１．あの大船渡
２．あの陸前高田
３．国道45号線
４．あの大船渡カラオケ
５．あの陸前高田カラオケ
６．国道45号線カラオケ

### アルバム
HAMA 名義
- Let's EAT!（2009年（平成21年）1月28日発売）

1. 僕達のこと秘密にしよう　※ JOYSOUND収録曲
2. サクラ、ヒトヒラ。
3. Distance
4. SECOND RING
5. one For REAL!!
6. Best Friends
7. maze of LOVE
8. 舞花 -maika-　※ JOYSOUND収録曲
9. ふるさと
10. Dear sister -Wedding Ver.-

濱守栄子 名義
- わたまち（2012年（平成24年）11月7日発売）

1. 私の生まれた町へ
2. それでも、あなたは。
3. もしも
4. さよなら私が愛した人
5. 僕はまた一つ夢を叶えるだろう（2012.ver）
6. 僕等いわてまち焼きうどん連合歓隊

- 「ハイテンションジブリ Volume.2/新井大樹」歌唱で参加（2015年（平成27年）3月25日発売）
  - さんぽ feat.濱守栄子
- 遠い空の上で…（2016年（平成28年）3月16日発売）

1. 明日はきっと
2. キセキ
3. 好きになって行くの
4. キズナ
5. 遠い空の上で
6. Route 45

- 「LOVE OFUNATO！」M1：さんりく大船渡音頭、歌唱で参加（2016年（平成28年）5月11日発売）
- 『My Route - Eiko Hamamori Best -』（2020年（令和2年）11月11日発売）  １．明日はきっと  ２．僕達のこと秘密にしよう  ３．キセキ   ４．さよなら私が愛した人   ５．もしも   ６．僕はまた一つ夢を叶えるだろう   ７．キズナ   ８．私の生まれた町へ   ９．遠い空の上で   １０．足跡   １１．国道４５号線   BONUS TRACK   １２．あの大船渡   １３．あの陸前高田

はまもり えいこ 名義
- 陸前高田市復興応援ソング　たかたのゆめちゃん（2012年（平成24年）9月9日発売）

### DVD
- チャリティプロジェクト第三弾DVD「Eiko Hamamori MUSIC CLIPS 2+1」（2016年（平成28年）7月22日発売）

## コンサート
2012年（平成24年）
- 東日本大震災復興支援 濱守栄子チャリティーコンサート with アンサンブル荒川[1]

　「いつかまたあの場所で笑い合いたい・・・」（10月8日 サンパール荒川：大ホール）
収益金の100万円は、大船渡市と陸前高田市にそれぞれ50万円ずつ、義捐金として寄付。
2013年（平成25年）
- 濱守栄子バースデーパーティー（3月17日：中目黒トライ）

2016年（平成28年）
- 東北4県・東日本大震災復興フォーラム（2016年（平成28年）2月10日）

- ハマフェス2016（2016年（平成28年）7月22日）

- いわて紅白歌合戦2016出場（2016年（平成28年）12月31日放送）